# یوری رومانو
یوری رومانو (ایتالیایی: Yuri Romanò؛ زادهٔ ۲۶ ژوئیه ۱۹۹۷) بازیکن والیبال اهل ایتالیا است و در پست پشت خط زن برای تیم ملی والیبال ایتالیا بازی می کند
وی در مسابقات کشوری و بین‌المللی در مجموع برندهٔ ۱ مدال طلا شده‌است.